# Heterixalus luteostriatus
Espèce
Synonymes
- Megalixalus boettgeri var. luteostriata Andersson, 1910

Statut de conservation UICN

 LC  : Préoccupation mineure
Heterixalus luteostriatus est une espèce d'amphibiens de la famille des Hyperoliidae.

## Répartition
Cette espèce est endémique de Madagascar. Elle se rencontre jusqu'à 800 m d'altitude dans le Nord-Ouest et l'Ouest de l'île,.

## Publication originale
- Andersson, 1910 : Reptiles and Batrachians from the north-west of Madagascar collected by V. Kaudern 1906-1907. Arkiv för zoologi, vol. 7, no 7, p. 1-15 (texte intégral).